# Осушитель воздуха

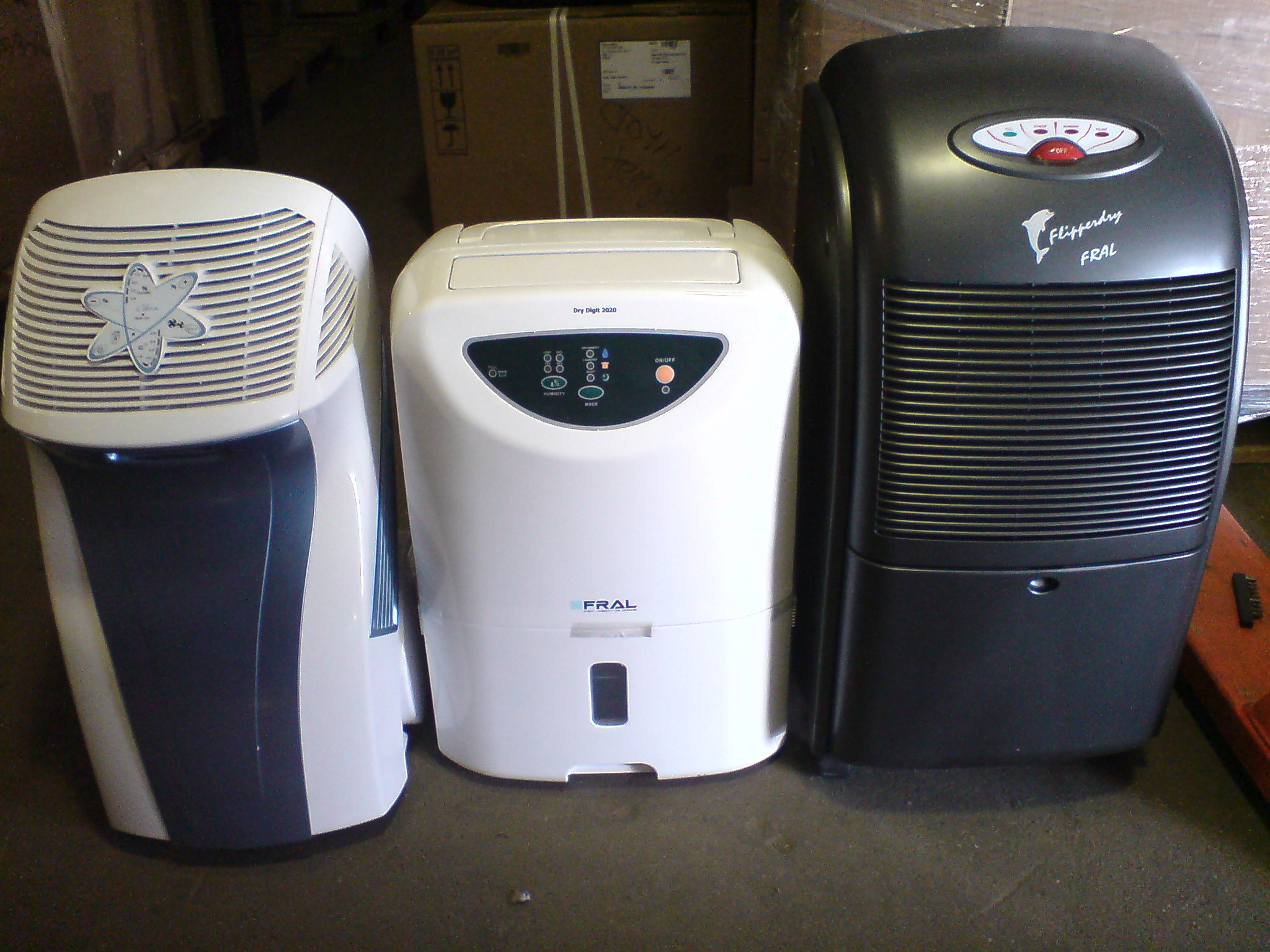
Передвижные осушители

Обратный (холодильный)цикл Ренкина:
1 — конденсатор
2 — терморегулирующий вентиль (дроссель)
3 — испаритель
4 — компрессор

Осушитель воздуха — прибор, предназначенный для снижения влажности воздуха за счёт снижения влагосодержания. 

## Ассимиляция
Ассимиляция — воздухообмен, организация работы системы вентиляции, в результате которой влажный воздух удаляется из обрабатываемого помещения, уступая место воздуху, подаваемому снаружи.
Недостатки данного способа: потеря энергии вместе с удаляемым воздухом (решается использованием вентиляционной установки с рекуператором или регенератором, в котором теплота передаётся от вытяжного воздуха приточному, или наоборот, если в помещении температура ниже чем "на улице"), затраты энергии на обработку подаваемого воздуха и работу вентиляторов, невозможность реализации данного способа в областях с постоянной высокой влажностью (побережья моря, тропики и т. д.).

## Конденсация

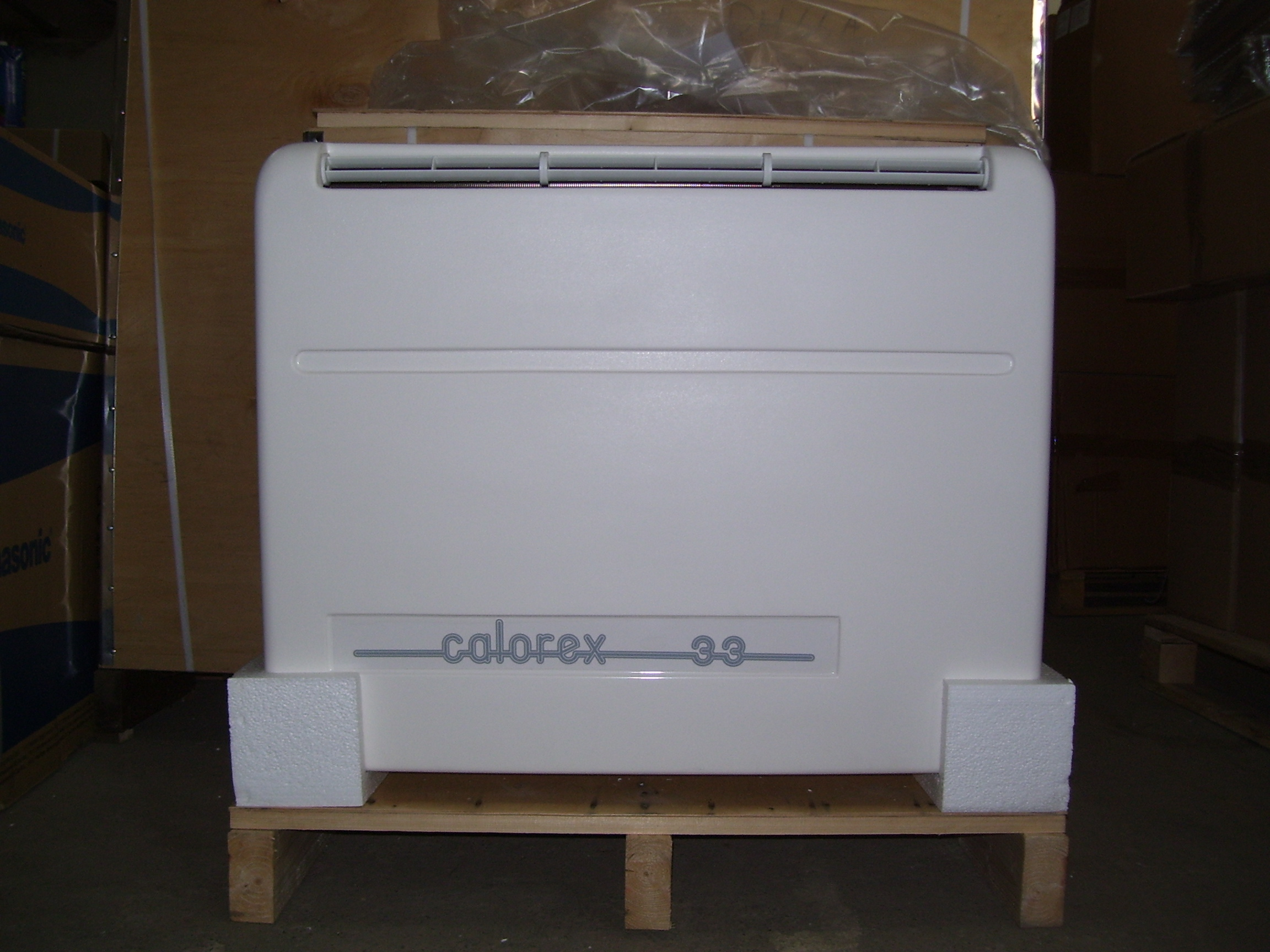
Моноблочный осушитель Calorex для небольших бассейнов

Принцип действия основан на конденсации водяного пара, содержащегося в воздухе, на поверхностях испарителя с низкой температурой - температура испарителя обязательно ниже точки росы, но выше 0°C, чтобы вода стекала с испарителя, а не намерзала на нём в виде инея.
По сути осушитель воздуха (далее ОВ) представляет собой кондиционер, в котором не реализована функция отвода тепла из помещения.
Пары воды конденсируются на поверхности испарителя и либо накапливаются в специальном баке, либо сразу сливаются в канализацию.
Любой ОВ конденсационного типа работает с перегревом воздуха в помещении, так как прокачиваемый воздух последовательно проходит испаритель и конденсатор, а на конденсаторе всегда выделяется больше теплоты, чем поглощается в испарителе, иначе был бы нарушен второй закон термодинамики. При этом с воздуха изымается скрытая и явная теплота (то есть, воздух соответственно охлаждается и осушается), далее воздух перегревается как раз на ту самую скрытую теплоту. Также вносят свою лепту в нагрев воздуха вырабатываемое электродвигателями компрессора и вентиляторов тепло, в результате чего возможно повышение температуры воздуха на подаче с осушителя на 4—6°C, что, в свою очередь, некритично для помещений с большим объёмом, но может быть существенным для маленьких помещений.

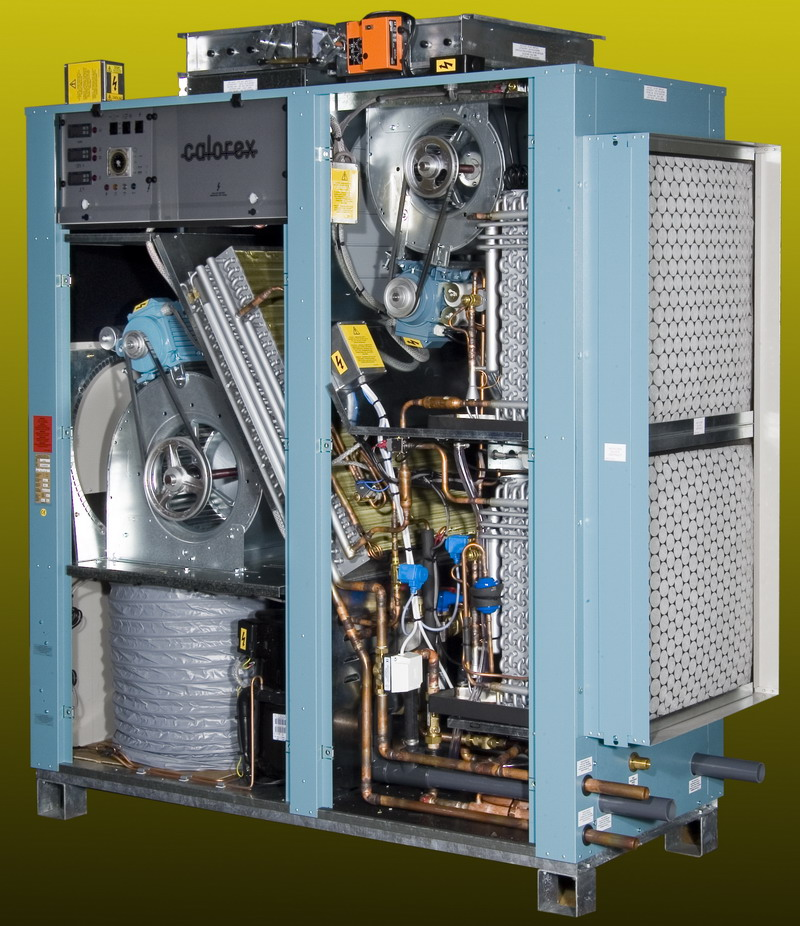
Канальный осушитель Calorex Delta для больших бассейнов

Наиболее частые применения конденсационных осушителей воздуха:
- при строительных или отделочных работах (небольшие передвижные ОВ для более быстрой осушки стен, при этом достигается хорошая экономия, за счет уменьшенного простоя);
- для складов (в том числе фармацевтических), архивов, музеев, библиотек, галерей, прачечных (где строгие условия касательно влажности воздуха);
- ванных комнатах, бассейнов, саун (где есть существенные влагоиспарения с зеркал воды, где при повышении влажности создаются идеальные условия для образования грибка);
- подвальные помещения, чердаки (где низкая температура и избыточная влажность, создаются идеальные условия для грибка);
- бассейны для выращивания рыб (так же, как для обычных бассейнов, есть существенные влагоиспарения с зеркала воды бассейна, необходимо также поддерживать влажность на уровне 55—65 %, так как в противном случае будет нанесен ущерб конструкциям здания и будет образовываться грибок);
- электростанции и насосные станции (влагоудаления за счет влагоиспарений);
- керамическая, текстильная, сельскохозяйственная и деревообрабатывающая промышленность (для сушки продукции).

## Адсорбция
Принцип действия основан на адсорбции водяного пара, содержащегося в воздухе.
Впоследствии адсорбент должен быть регенерирован (просушен) или заменён.
Пример такой установки — это адсорбционный ОВ (который основан на сорбционных свойствах силикагеля. То есть, есть некий силикагелевый ротор, который вращается в системе с двумя потоками воздуха: процессионный (осушаемый) воздух проходит через основную часть ротора, при этом влага поглощается осушающим материалом — силикагелем, а на выходе исходит сухой, но перегретый воздух. Для обеспечения непрерывной работы ротор постоянно регенерируется горячим реактивационным воздухом в небольшой его секции. Это осуществляется равномерно благодаря постоянному вращению ротора.
Регенерационный воздух в таких установках может быть подогрет до нужной температуры при помощи парового, электрического или же газового нагревателя.
Данный тип ОВ также работает с перегревом воздуха:
- во-первых, за счет небольшой передачи теплоты от реактивационного воздуха через силикагелевый ротор осушаемому воздуху (небольшая доля).
- во-вторых, за счет выделения теплоты сорбции (основная часть перегрева).

Как образец простого адсорбирующего осушителя можно рассматривать одноразовый пакет силикагеля, вкладываемый в упаковку оргтехники, обуви и т. п.
Адсорбционные осушители могут эффективно использоваться в помещениях с низкой температурой (морозильные камеры, помещения с особыми условиями).
Основные применения адсорбционного ОВ:
- склады;
- фармацевтическая область (во избежание конденсации на лекарствах и предотвращение отсыревания таблеток);
- холодильные камеры (для избежания намерзаний на испарителях);
- ледовые арены (для избежания конденсации на ограждающих конструкциях и на льду);
- холодные помещения (понижение влажности, избавление от сырости);
- сушка продукции, сушка ковров (для быстрой осушки продукции без потери качества);
- охлаждающие тоннели (для избежания конденсации на конфетах, без прилипания к этикетке);
- пневмотранспортировка;
- пластмассовое литье, сушка ПЭТ-гранулята;
- и т. д.